# Hadrurus hirsutus
Hadrurus hirsutus es un arácnido de la familia Caraboctonidae, del orden Scorpiones. Esta especie fue descrita por Wood en 1863. El nombre específico hirsutus proviene del latín y hace referencia a la presencia de setas ásperas en varias partes del cuerpo.

## Descripción
La coloración de esta especie es ocre en patas, quelas y carapacho, los tergitos presentan una coloración más oscura mientras que el telson es color ocre, los dedos de las quelas presentan una coloración oscura, se observan quillas de color oscuro en la superficie dorsal de la quela. El cefalotórax es ancho y tiene una superficie finamente granulada. La cola es larga, robusta, áspera y con muchas setas. Es una especie de tamaño grande, llegando a medir cerca de 10 cm con todo y metasoma.

## Distribución
Esta especie se distribuye en el estado de Baja California, en México, así como en California y Arizona en los Estados Unidos.
Es de ambiente terrestre y se le puede asociar con ambientes desérticos, suelos arenosos y matorral xerófilo.

## Estado de conservación
No se encuentra dentro de ninguna categoría de riesgo en las normas nacionales o internacionales.